# Brescello
Brescello (ital. [breʃˈʃɛllo]) ist ein Dorf mit 5575 Einwohnern (Stand 31. Dezember 2023) in der Provinz Reggio Emilia in der Region Emilia-Romagna.
Es liegt am Ufer des Po, etwa in der Mitte des Dreiecks, das von den Städten Parma, Modena und Mantua begrenzt wird. Weltweite Bekanntheit erreichte der Ort als Schauplatz der fünf zwischen 1951 und 1965 verfilmten Geschichten um Don Camillo und Peppone auf der Grundlage der Romane von Giovannino Guareschi. Der Ort wurde vom Regisseur gegen die Wünsche Guareschis ausgewählt, der seinen Geburtsort Fontanelle (di Roccabianca) vorgezogen hätte.

## Geschichte
Die ersten nachweislich sesshaften Siedler waren cimbrische Gallier, die ihrer Ansiedlung den Namen (romanisiert) Brixellum gaben. Einzelne archäologische Funde reichen jedoch bis in die Urgeschichte zurück. Um 200 v. Chr. wurde der Ort von den Römern erobert und als Kolonie dem Imperium einverleibt. In der Folge entwickelte sich die Stadt zu einem blühenden Handels- und Wirtschaftszentrum, hatte aber auch strategische Bedeutung, da man von hier den Verkehr auf dem Po überwachen konnte. Im Vierkaiserjahr 69 n. Chr. hatte Otho in Brixellum sein Hauptquartier und nahm sich dort das Leben. Der Niedergang des spätrömischen Reiches im Westen führte auch zum Verfall von Brixellum, bis es im Jahr 389 zum Bischofssitz erhoben wurde. Gegen Ende des 6. Jahrhunderts wurde die Stadt durch verheerende Überschwemmungen dem Erdboden gleichgemacht und hörte für mehr als 500 Jahre auf zu existieren.
Im 12. Jahrhundert wurde Brescello wieder aufgebaut und war in der Folge von Parma abhängig, bis spanische Truppen die Stadt 1704 erneut zerstörten. Das, was von der einstmals blühenden Stadt noch übrig war, schloss sich 1861 zusammen mit anderen Städten in Reggio nell’Emilia dem Königreich Italien an.
1714 wurde in Brescello ein Goldschatz mit circa 80.000 Goldmünzen aus der Zeit der römischen Republik gefunden. Der Großteil der Münzen wurde von den Herrschern von Modena eingeschmolzen, um Dukaten zu prägen. Der Goldschatz von Brescello gilt als der größte bekannte antike Goldmünzenfund.

## Persönlichkeiten
Brescello ist der Geburtsort des Philosophen und Humanisten Mario Nizolio (1498–1576) und des Bibliothekars Antonio Panizzi (1797–1879), der von 1856 bis 1867 die Bibliothek des Britischen Museums leitete.

## Tourismus
Brescello wird jährlich von etwa 50.000 Touristen besucht. Es gibt ein „Museo de Peppone e Don Camillo“. Auf dem Platz zwischen Kirche und Rathaus stehen bronzene Statuen der beiden Figuren sowie eine Herkules-Statue von Jacopo Sansovino von 1553.

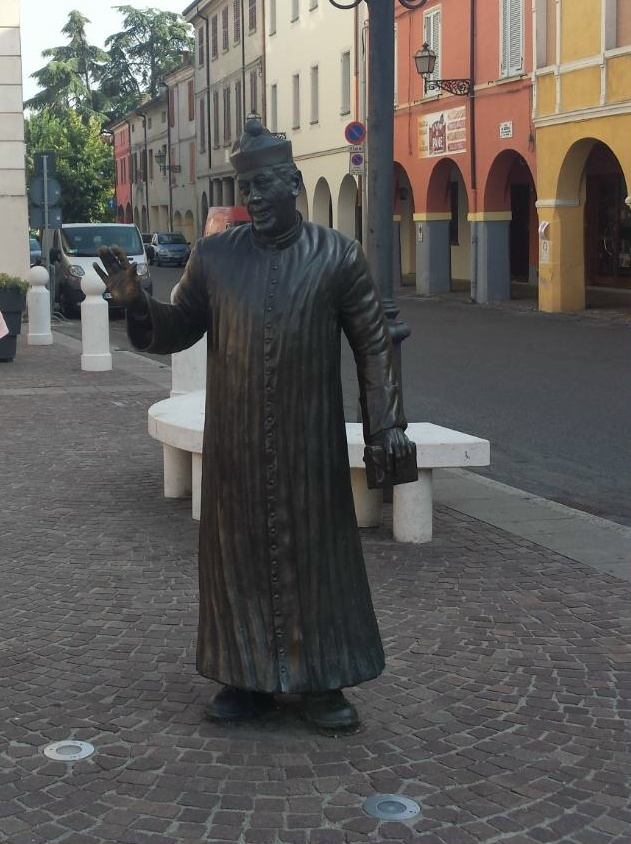
Don Camillo vor der Kirche
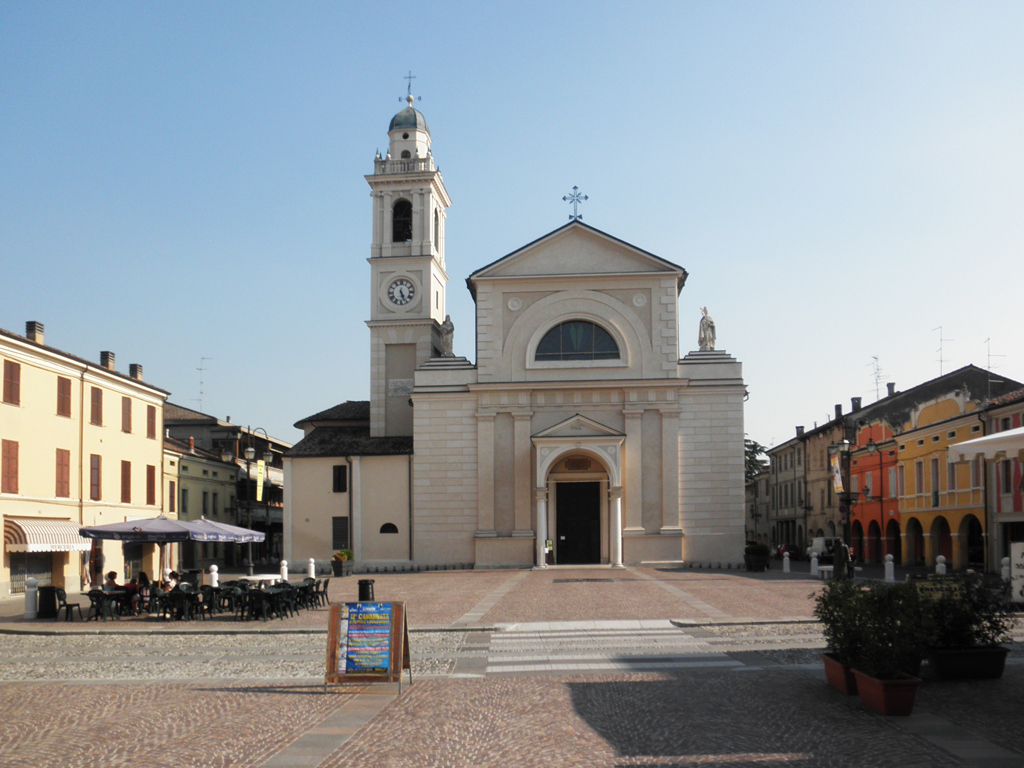
Kirche
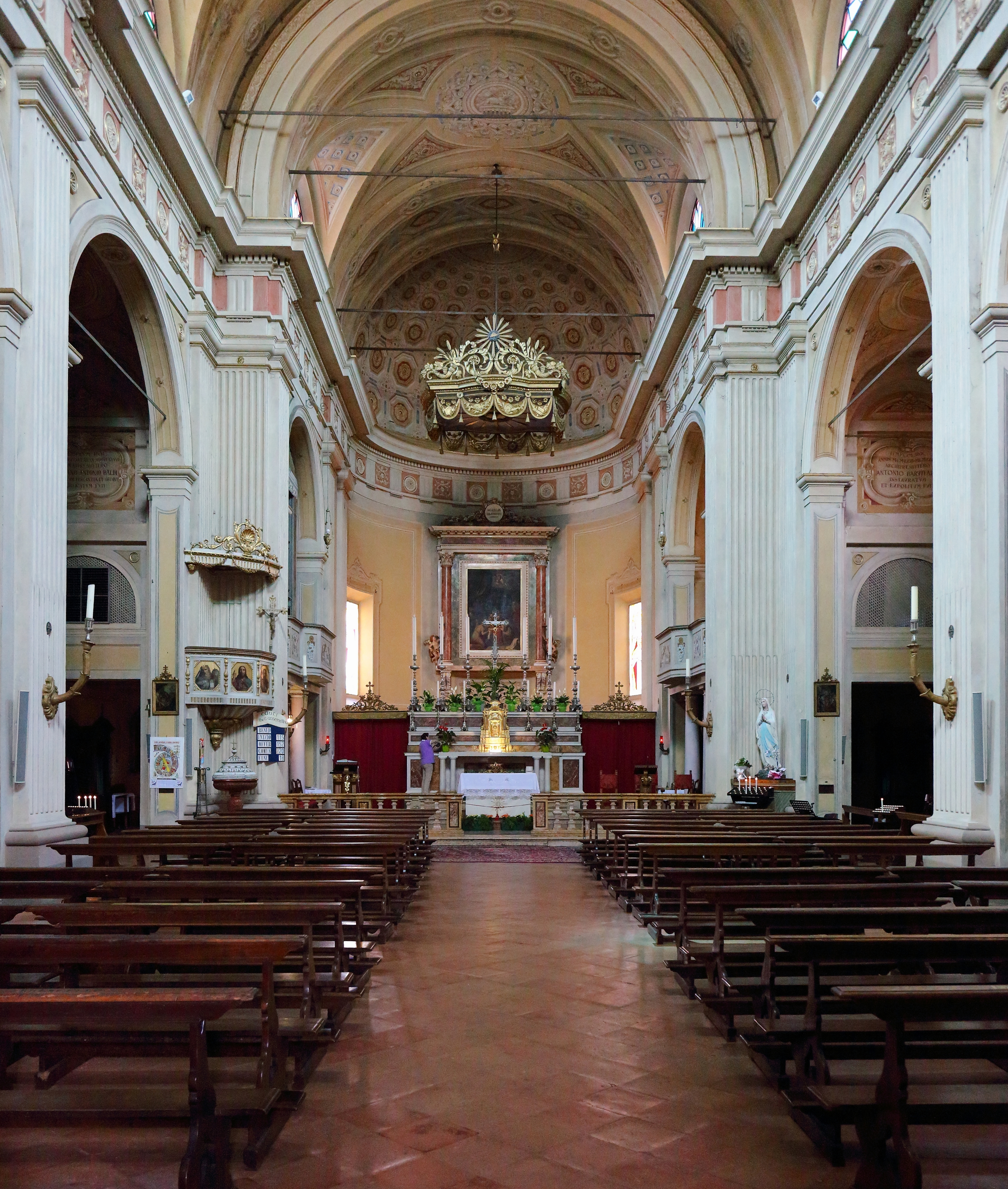
Innenansicht
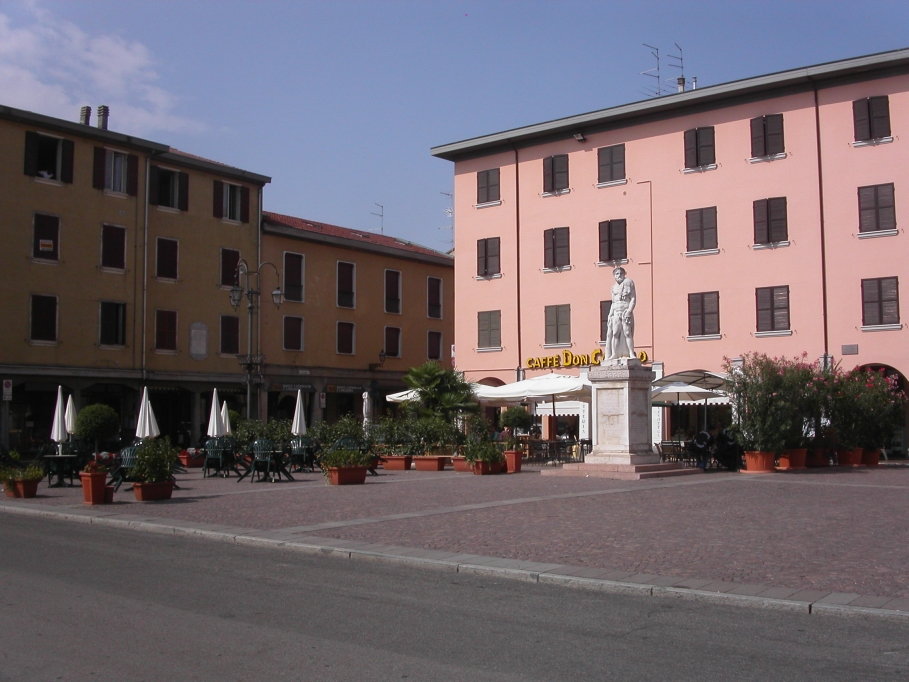
Rathausvorplatz
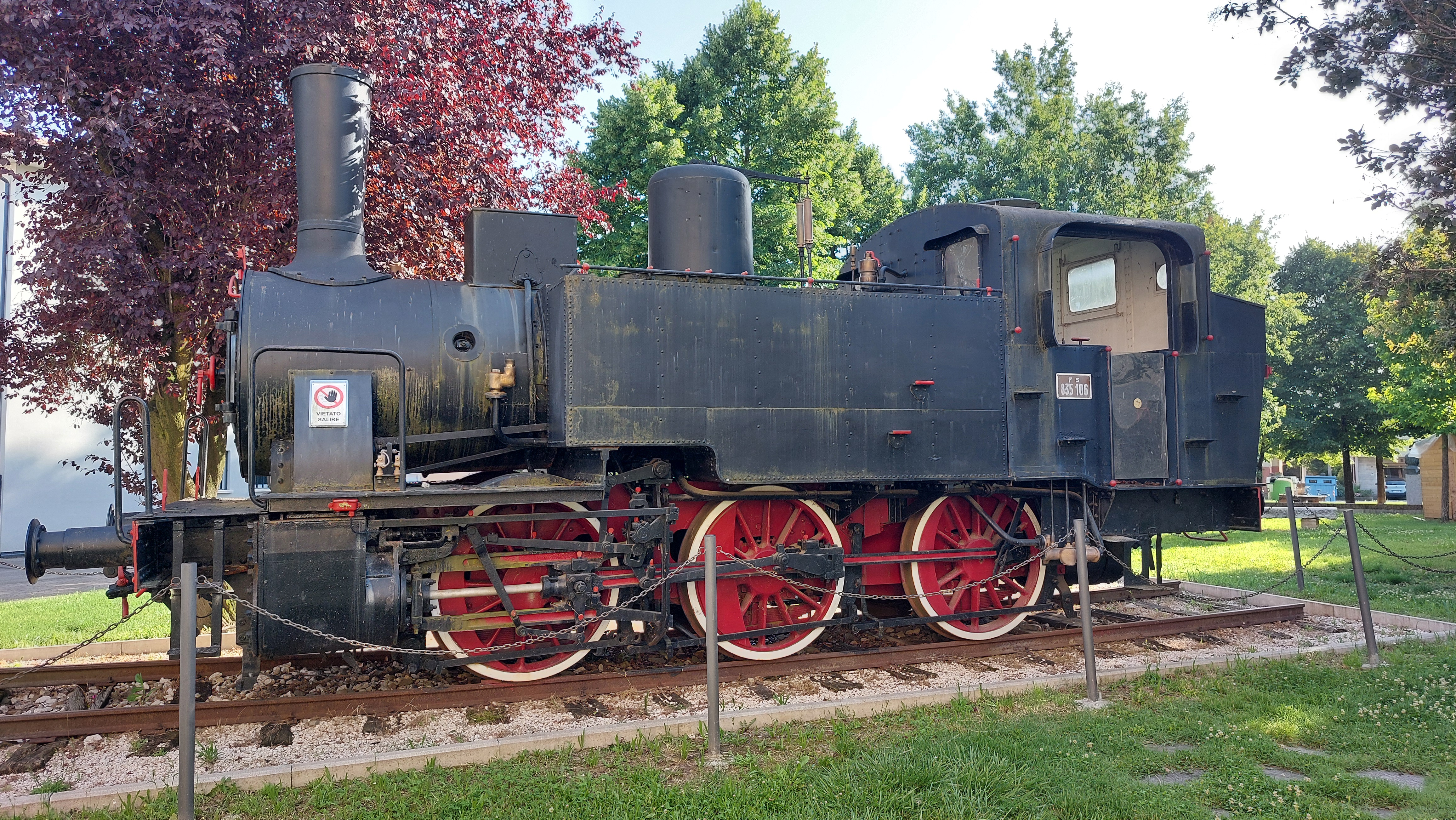
Dampflok im Parco Guareschi hinter dem Museum Don Camillo und Peppone

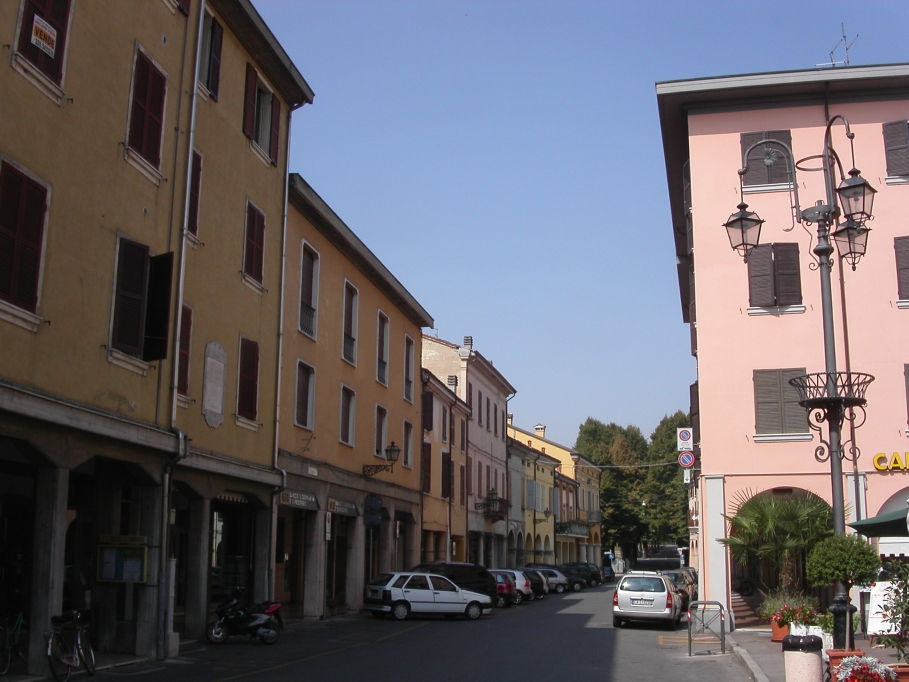
Straßenzug in der Innenstadt
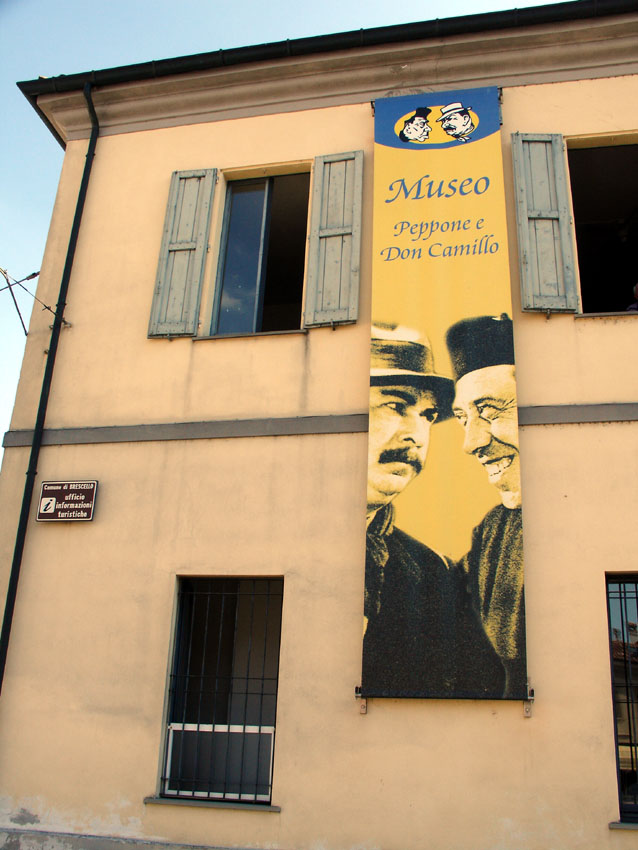
Don-Camillo-und-Peppone-Museum
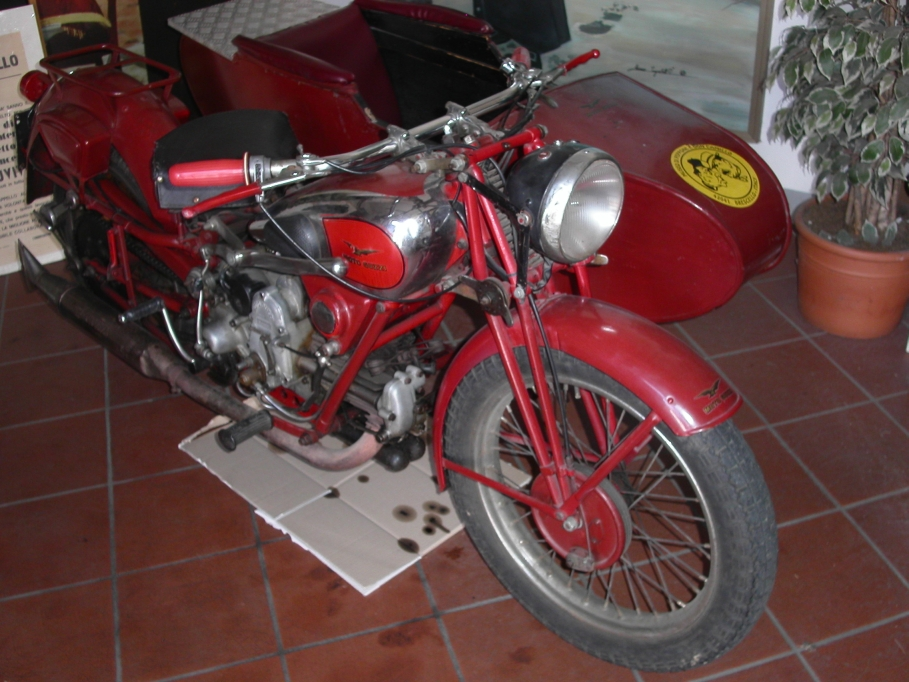
Peppones Moto Guzzi
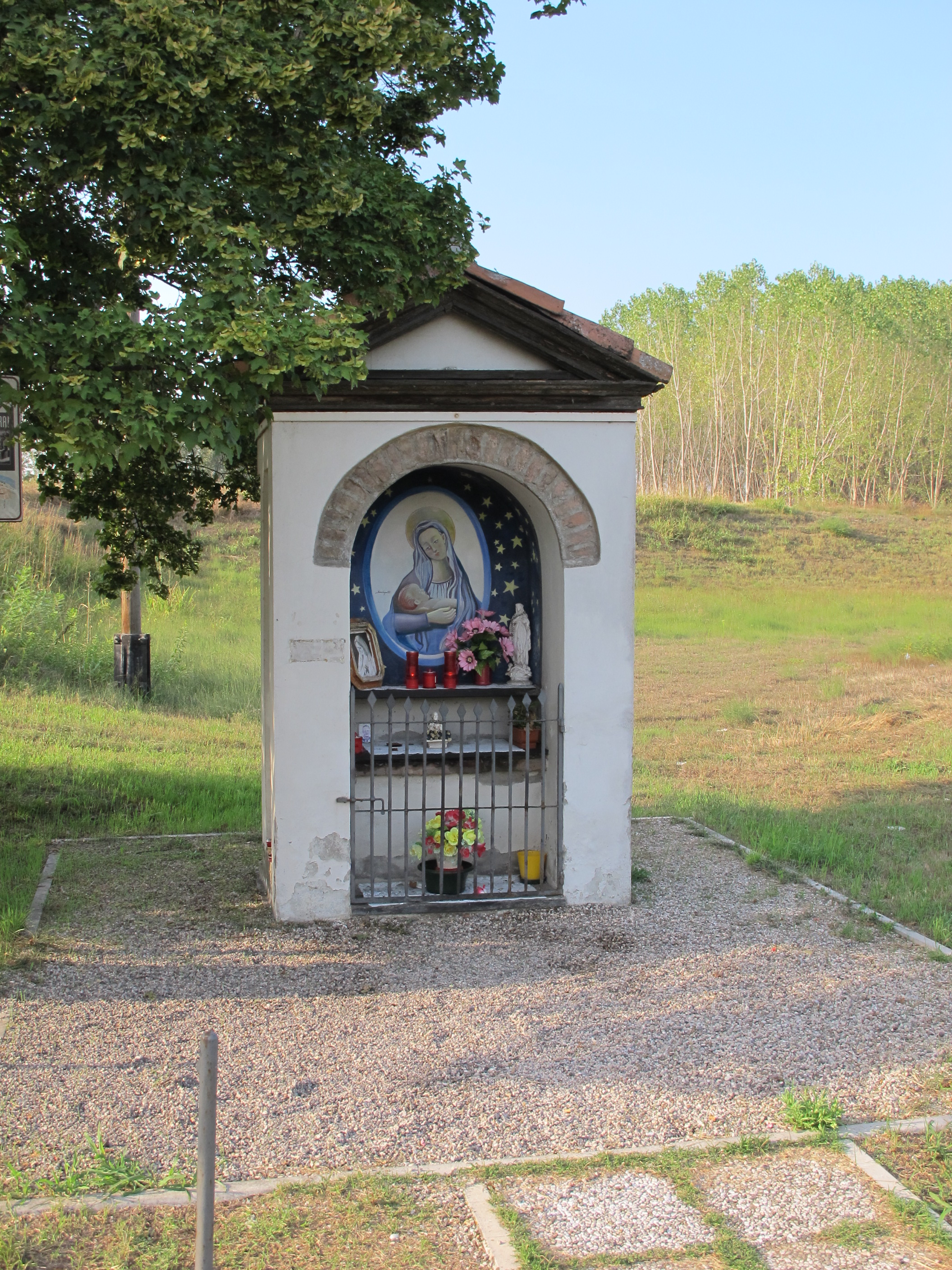
Madonnina del Borghetto
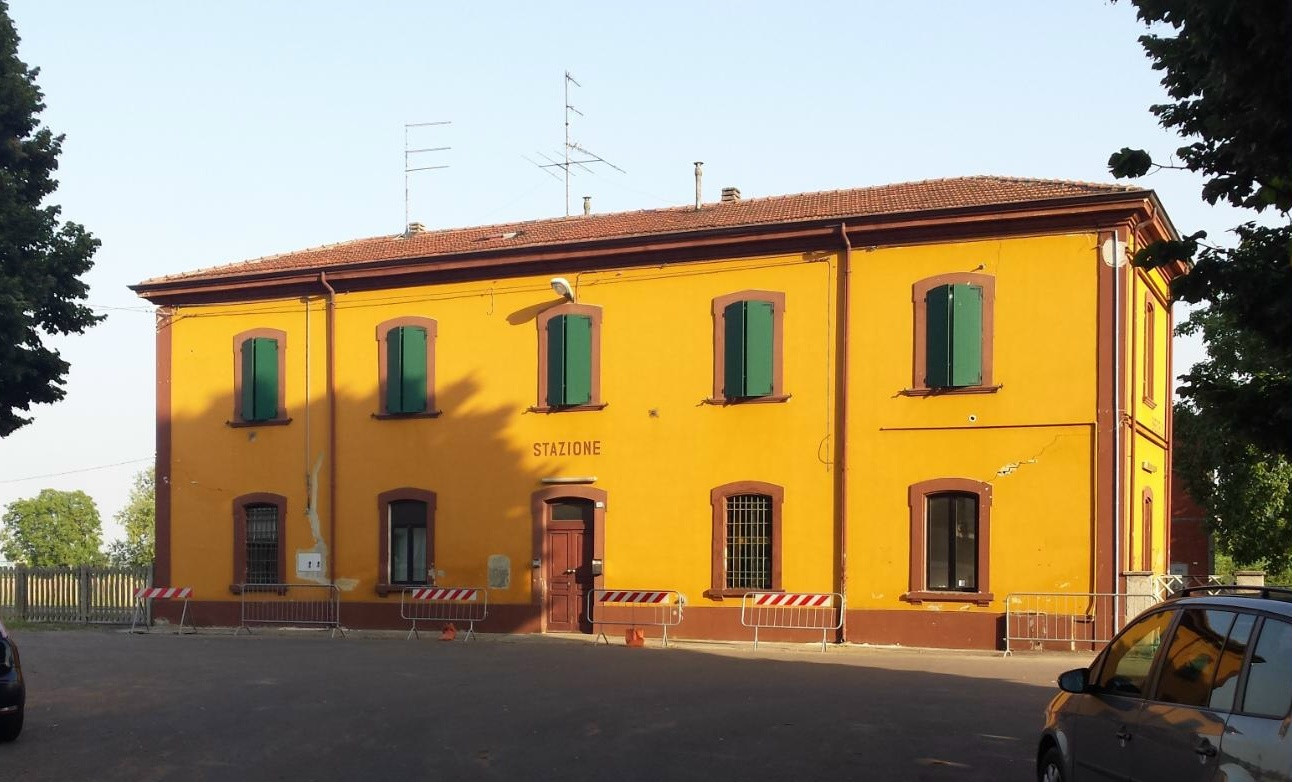
Bahnhof